# Liga de Fútbol Americano Profesional de México
La Liga de Fútbol Americano (LFA) es la mayor liga de fútbol americano de México. Es una asociación joven, fundada en 2016, que ha estado en voces de seguidores de la NFL en México y fanáticos del deporte actualmente en aumento debido a la importancia cultural.
La temporada regular consiste en un calendario de diez semanas, consistiendo en seis partidos contra rivales de la misma división, así como cuatro duelos interconferencia. Comienza la primera semana de febrero y prosigue hasta mediados de abril. Al finalizar, cuatro equipos los dos primeros lugares de la conferencia norte y los dos primeros lugares de la conferencia centro de cada conferencia disputan la final de cada conferencia, donde los ganadores campeones de cada una van directos al partido más importante de la temporada, conocido como Tazón México.
La primera temporada (2016) estuvo integrada con solo cuatro equipos, todos de la Ciudad de México y jugando en el mismo estadio. La LFA tiene una sola categoría, por lo que no hay ascenso ni descenso.
Actualmente, la LFA está formada por 8 equipos establecidos: 1 en la Ciudad de México, 1 en Naucalpan de Juárez, 1 en Querétaro, 1 en Guadalajara, 1 en Puebla, 1 en Saltillo, 1 en Chihuahua y 1 en Monterrey. Se divide en dos conferencias: la conferencia Norte y la conferencia centro.
En vez de operar como una asociación de equipos independientes, la LFA es una entidad en la que todos los equipos son propiedad de la Liga, la cual a su vez está integrada por varios inversionistas denominados franquiciatarios. Un franquiciatario controla a un determinado equipo tal como si fuera suyo, por lo que comúnmente (aunque de manera errónea) se les refiere como dueños. La LFA fue fundada como un proyecto privado con respaldo de instituciones públicas como la Comisión Nacional de Cultura Física y Deporte (CONADE) y el Instituto del Deporte de la Ciudad de México.
La LFA selecciona a sus jugadores nacionales cuando estos terminan su elegibilidad en las conferencias de fútbol americano universitario de México: la ONEFA y la CONADEIP, así como también de la FADEMAC, mientras que a los extranjeros los reclutan de los diversos programas que hay en Estados Unidos, así como de Canadá donde se juega fútbol canadiense, similar al fútbol americano. En cuanto a los extranjeros de otros países, su reclutamiento se hace por medio de audiciones o try-outs.
La LFA se denomina como profesional debido a que usa las reglas profesionales del fútbol americano, La LFA hoy es una liga en desarrollo, aunque muy por debajo de otros eventos como la Liga MX, el Boxeo, la Lucha Libre, la Liga Mexicana de Béisbol, la Liga Mexicana del Pacífico, la Liga Nacional de Baloncesto Profesional o la NASCAR Peak México, por lo que aún requiere de consolidación en el mercado de los espectáculos deportivos.

## Historia

### Fundación LFA
La LFA se fundó en 2016 como iniciativa de un grupo de inversionistas para ofrecer fútbol americano en México cuando la NFL, la NCAA, la ONEFA y la CONADEIP están fuera de temporada. El torneo se diseñó a semejanza de la NFL, respetando las necesarias diferencias de presupuesto, de impacto mediático y de relevancia cultural en México. La LFA decidió iniciar su primera temporada dos semanas después del Super Bowl 50. El proyecto fue respaldado por el Gobierno de la Ciudad de México, el cual facilitó parte de la infraestructura de la ciudad deportiva Magdalena Mixhuca. También hubo apoyo de la Comisión Nacional de Cultura Física y Deporte (CONADE), y de la Federación Mexicana de Fútbol Americano (FMFA).
La LFA fue oficialmente presentada el 12 de enero de 2016 por el entonces jefe de Gobierno de la Ciudad de México Miguel Ángel Mancera, y se inauguró el 21 de febrero en el estadio Jesús Martínez "Palillo" con el partido entre Raptors y Mayas que ganaron estos últimos por 34 a 6.

### Temporada 1: Mayas, El Primer Campeón
La Temporada 2016 de la LFA fue la primera edición de la Liga de Fútbol Americano Profesional de México. Esta campaña estuvo conformada por 4 equipos, 3 de la Ciudad de México y 1 del Estado de México. El 21 de febrero se realizó el partido inaugural en el estadio Jesús Martínez "Palillo" entre Raptors y Mayas que ganaron los Mayas.
El 10 de abril fue el primer Tazón México entre Raptors y Mayas. Los Mayas se coronaron como los primeros campeones del circuito al derrotar a los Raptors en la disputa del Tazón México por 29-13, ante 3,000 aficionados. El entrenador en jefe campeón fue Ernesto Alfaro.
Durante la primera temporada, todos los equipos tuvieron como sede el estadio Jesús Martínez "Palillo".
MVP de la temporada: Marco García  #12 (QB) Mayas
El tope salarial fue de $600,000 MXN.

### Temporada 2: Dinastía Maya
La Temporada 2017 de la LFA fue la segunda edición de la Liga de Fútbol Americano Profesional de México. En esta campaña se unieron dos nuevas franquicias: Dinos Saltillo y Fundidores Monterrey para un total de 6 equipos participantes. Fundidores jugaría en el estadio Tecnológico, mientras que Dinos se asentó en el Estadio Olímpico de Saltillo. Dado que ambos equipos se ubican al norte del país, la inclusión de estos equipos proporcionó a la Liga un posicionamiento a nivel nacional, permitiéndole negociar mejores contratos de televisión y más y mejores patrocinios. Además, la LFA decidió hacer un nuevo formato de competencia, creando dos Divisiones, la Norte y la Centro, aunque por motivos de patrocinio estas divisiones llevaron el nombre de productos comerciales. El nuevo formato incluía campeonatos divisionales a jugarse en postemporada, los ganadores de los cuales pasarían al Tazón México.
Los Mayas se coronaron como los primeros bicampeones del circuito al derrotar a los Dinos en la disputa del Tazón México por 24-18. El entrenador en jefe campeón fue Ernesto Alfaro.
Para esta temporada se hizo patente el dominio de Mayas en la LFA, ya que ganó el campeonato de la División Centro así como el Tazón México II. Por este bicampeonato, a Mayas se le considera la primera dinastía dentro de la LFA.
MVP de la temporada: Bruno Márquez #12 (QB) Raptors
El tope salarial por franquicia fue de 650,000 MXN (30,000 USD).

### Temporada 3: Mexicas, Nuevo Campeón
La Temporada 2018 de la LFA fue la tercera edición de la Liga de Fútbol Americano Profesional de México. Al igual que la temporada anterior, esta campaña estuvo conformada por 6 equipos, 3 de la Ciudad de México, 1 del Estado de México, 1 de Coahuila y 1 de Nuevo León. Como cambio relevante, la franquicia anteriormente llamada Eagles pasó a nombrarse "Mexicas". Además, por primera vez en la historia de la Liga y al igual que en los Tazones estadounidenses, la final tuvo como escenario un estadio neutral; en esta edición fue el estadio Azul de la Ciudad de México el inmueble que albergó dicha final.
En la tercera temporada, 5 de los 6 de los equipos fueron franquiciatados, es decir, por primera vez fueron controlados por una dirección deportiva y administrativa única y no compartida, como se venía haciendo antes. Hubo contrataciones de 1 jugador extranjero por equipo, la mayoría provenientes de la División II y División III de la NCAA de los Estados Unidos. La mayor transformación ocurrió en Eagles que cambió de nombre a Mexicas; otros cambios importantes fueron la mudanza de Fundidores al estadio Nuevo León Unido debido a que el estadio Tecnológico fue demolido, y de Raptors que se trasladó al estadio José Ortega Martínez. 
En esta edición el dominio de Mayas en temporada regular persistió, pero fueron derrotados en el campeonato de la División Centro por Mexicas, por lo que su tercera aparición al hilo en el Tazón México se vio truncada. Precisamente Mexicas fueron los ganadores del Tazón México III al vencer 17-0 a Raptors, que de este modo sumó dos apariciones en la final de LFA para igual número de derrotas. Otro acontecimiento importante ocurrió en la semana 3, ya que Mexicas realizó una breve huelga en apoyo a su compañero Mubalama Massimango, que recibió atención médica deficiente y tardía luego de sufrir una lesión en la semana 1 ante Condors.
MVP de la temporada: Ricardo Quintana #5 (QB) Mexicas
El tope salarial por franquicia fue de 1,100,000 MXN (50,000 USD).

### Temporada 4: Vuela Alto la "Legión Condors"
La Temporada 2019 de la LFA fue la cuarta edición de la Liga de Fútbol Americano Profesional de México. Diferente la temporada anterior, esta campaña estuvo conformada por 8 equipos, 3 de la Ciudad de México, 1 del Estado de México, 1 de Coahuila y 1 de Nuevo León, además de las dos nuevas plazas 1 de Puebla, 1 de Toluca. Además, por segunda vez en la historia de la Liga y al igual que en los Tazones estadounidenses, la final tuvo como escenario un estadio neutral; en esta edición fue nuevamente el estadio de la Ciudad de los Deportes de la Ciudad de México el inmueble que albergó dicha final.
En la cuarta temporada, 7 de los 8 de los equipos fueron franquiciatados, es decir, por primera vez fueron controlados por una dirección deportiva y administrativa única y no compartida, como se venía haciendo antes. Hubo contrataciones de 3 jugadores extranjeros por equipo, la mayoría provenientes de la División II y División III de la NCAA de los Estados Unidos.
En esta edición la final de la División Centro fue disputada por los Condors contra los Mayas en partido muy cerrado, los Condors se llevaron el triunfo 18-13 y les dio el boleto al Tazon Mexico IV, mientras tanto la final en la División Norte fue disputada entre los equipos Raptors y Fundidores, en donde demostraron ambos equipos un poderío ofensivo que terminó con un marcador  de 53 - 47 a favor de Raptors en el que fue el mejor jugó de la LFA en su historia.
El Tazón México IV  hizo historia al tener récord de asistencia de más de 18,000 personas en el estadio de la ciudad de los deportes, que fueron testigos de extraordinario juego entre los Condors de la Ciudad de México y los Raptors del Estado de México. siendo la tercera aparición del equipo del Estado de México en el Tazón México y repitiendo la misma historia, en esta ocasión cayendo ante la "Legion Condors" por un marcador de 20-16. MVP de la temporada: Diego Arvizu #1 "El Comandante" (QB) Condors
MVP de la temporada: Bruno Márquez #13 (QB) Raptors
El tope salarial por franquicia fue de $2,000,000 MXN, aproximadamente $100,000 USD.

### Temporada 5: Cancelada por Pandemia Covid-19
La Temporada 2020 de la LFA fue la quinta edición de la Liga de Fútbol Americano Profesional de México. Diferente la temporada anterior, esta campaña estuvo conformada por 8 equipos, 2 de la Ciudad de México Mexicas y Condors, 2 del Estado de México Raptors, y Osos de Toluca, 1 de Puebla Artilleros, 1 de Coahuila Dinos y 1 de Nuevo León Fundidores, además de la nueva plaza en Querétaro, con la incorporación de los Pioneros. Además, por segunda vez en la historia de la Liga y al igual que en los Tazones estadounidenses, la final iba a tener como escenario un estadio neutral; en esta edición ya no se pudo anunciar la sede, sin embargo se tenían contempladas tres ciudades: la Ciudad de México, Monterrey, Puebla. 
En la quinta temporada, 8 de los 8 de los equipos fueron franquiciatados, es decir, por primera vez fueron controlados por una dirección deportiva y administrativa única y no compartida, como se venía haciendo antes. Hubo contrataciones de 7 jugadores extranjero por equipo, la mayoría provenientes de la División II y División III de la NCAA de los Estados Unidos.
La liga decidió descansar al equipo de Mayas para esta temporada, debido a que se quedaron sin franquiciatario y contaban con poco tiempo para conseguir uno nuevo, además de los rumores que ponían al equipo en Cancún, la liga a prometido que regresaran para la temporada 2021 aunque no en que sede.
Debido a la pandemia de COVID-19 la temporada fue suspendida cuando apenas iba cursando su quinta semana, semanas después y ante la incertidumbre de no saber cuando volver a los entrenamientos y volver a disputar encuentros con público en las gradas la liga decidió dar por terminada la temporada, así también se canceló el combine que se tenía planeada con la CFL.

### Temporada 6: Fundidores el rey de fuego
En esta sexta temporada de la Liga de Fútbol Americano Profesional de México post-pandemia, se anunció que la temporada contaría con 7 equipos, con el descanso de los equipos Osos, Artilleros y Mayas. Y con la eliminación de Pioneros de esta liga.
Para esta temporada se incorporaron equipos en plazas nuevas como lo son los Galgos en Tijuana con sede en el estadio caliente, los Gallos negros en Querétaro jugando en el estadio olímpico Querétaro que tras la salida del franquiciatario José Luis Nazar, el equipo Condors CDMX sería el equipo sede en Querétaro sin embargo a petición de la afición lo local el equipo fue renombrado para formar una nueva identidad. Semanas después se anunciaría un nuevo equipo con sede en el estado de Jalisco nombrado los Reyes de Jalisco y que estarían a cargo del reconocido head entrenador Ernesto Alfaro y llevarían a cabo sus juegos en el mítico estadio 3 de marzo
Para esta temporada el sistema de competencia sufrió modificaciones, eliminando las conferencias y jugando un calendario de todos vs todos, ingresando a playoffs 6 equipos según los mejores rankeados. Estos jugarían del 3 al 6 ronda de comodines posteriormente semifinales y el Tazón México. 
El Tazón México fue anunciado para el estadio Caliente y con la participación en el medio tiempo de Pato Machete, y Nortec. El juego se llevó a cabo entre los Fundidores de Monterrey y los Gallos Negros de Querétaro, teniendo como ganador y por primera vez campeón a los Fundidores nombrando MVP a Martin Maldonado DL #92.

### Temporada 7: Caudillos Campeón Invicto
La temporada 2023 contó con la incorporación de 3 equipos de la extinta competencia Liga FAM. Que fueron los Jefes de ciudad Juárez, Caudillos de Chihuahua y Reds de CDMX.
De esta manera se llegó a una participación de 10 equipos en la temporada. Raptors del valle de México, Mexicas de CDMX, Reds de CDMX, Dinos de Saltillo, Fundidores de Monterrey, Reyes de Jalisco, Jefes de Ciudad Juárez, Caudillos de Chihuahua, Galgos de Tijuana y Gallos Negros de Querétaro
En la temporada 2023 de la Liga de Futbol Americano Profesional (LFA), los Caudillos de Chihuahua hicieron historia al terminar la temporada regular de manera invicta. Con un récord de 10 victorias y ninguna derrota, se convirtieron en el primer equipo en lograr esta hazaña en toda la historia de la liga.
Desde el inicio hasta el final de la temporada, los Caudillos demostraron un nivel impresionante y dominaron completamente la liga. Bajo la dirección del entrenador en jefe Federico Landeros, el equipo se destacó tanto en el campo ofensivo como defensivo, asegurando su lugar como favoritos para levantar el título en el Tazón México VI de la LFA.
Con su pase directo a las Semifinales, los Caudillos continuaron su camino hacia el campeonato. El Tazón México VI que estuvo programado para jugarse el 10 de junio en su casa, el estadio olímpico universitario de Chihuahua, donde cerraron la temporada con broche de oro, Levantando el trofeo del sol ante unos dinos de Saltillo que poco pudieron hacer cayendo 10-0 ante Caudillos de Chihuahua.

### Temporada 8: Dominio Caudillos
La temporada 2024 estaba planeada como consolidación, con un calendario de 10 semanas. Sin embargo dio un giro importante el 17 de enero de 2024 apenas pasado el draft cuando la Liga dio a conocer mediante sus redes sociales que Reds CDMX no sería partícipe de la temporada y tomaría un año de descanso, en redes sociales por su parte Reds CDMX daría un comunicado expresando lo contrario.
Sería hasta más tarde cuando se aclararía la situación de mano de la caída de Yox empresa del colombiano Carlos Lazo propietario de Reds por fraude a los acreedores desapareciendo del foco público. Por lo que la LFA (así como otras ligas más dónde se tenían equipos de múltiples deportes), optaron por pausar la participación del equipo hasta aclarar responsabilidades. 
Tras la salida de Reds la liga realizó un draft interno para posicionamiento de los jugadores en otros equipos si así lo deseaban ellos. Llevando al calendario a bajar solo a 9 semanas de juego y 1 semana de bye por equipo.
Arrancando oficialmente el 1 de marzo con el juego de Gallos Negros ante Reyes de Jalisco. Para la semana 5 el juego entre Raptors y Jefes, se vería afectado por un mal clima en ciudad Juárez donde se reportó viento de entre 60 y 80 km/h siendo reprogramado para el día 18 de mayo donde los visitantes del Valle de México se alzaron con la victoria con un marcador de 24-17.
El Dominio de Caudillos de Chihuahua se vio en duda tras la salida de sus piezas clave a la ofensiva con marcadores cerrados y de pocos puntos. Aun así mantuvieron su invicto y consolidaron su juego llegando al final de la temporada nuevamente invictos y siendo los claros favoritos al tazón México VII.
El 25 de abril, la LFA da a conocer que Danna Paola ahora Danna live será el artista principal para el tazón México VII a jugarse en el estadio Corregidora de Querétaro el día 8 de junio a las 19:00 horas, siendo la primera vez en un tazón que el artista principal no estará en el show de medio tiempo, siendo show post game, para el medio tiempo el show está a cargo de DJ Bautista anteriormente Mr.Pig.
Mexicas y Caudillos terminaron sembrados #1 y #2 recibiendo en casa las semifinales los días 24 y 25 de mayo. Los playoffs se dieron entre Raptors recibiendo a Jefes en el estadio de la FES Acatlán donde los Raptors vencieron 30-26 a los de Juárez y Dinos Recibiendo a Fundidores en el estadio Francisco I. Madero, dónde Fundidores ganó por primera vez en su Historia 26-17 a Dinos en su casa. 
El viernes 24 de mayo Caudillos recibió a fundidores en un duelo bastante físico y cerrado sacando la victoria 20-12 a favor de los locales consiguiendo su segundo pase consecutivo al Tazón México VII. El sábado 25 de mayo Mexicas recibió en el estadio Jesús Martínez "Palillo" a los Raptors del valle de México, cayendo ante raptors en la última jugada 24-17 así consiguiendo Raptors su cuarta presentación en el tazón México VII.

## Expansiones

### Expansión 2017
El 28 de septiembre de 2016 la LFA anunció dos nuevos equipos para la temporada 2017: los Fundidores Monterrey y los Dinos Saltillo. Fundidores jugaría en el estadio Tecnológico, mientras que Dinos se asentó en el Estadio Olímpico de Saltillo. Estos equipos reclutan a jugadores provenientes de los programas de fútbol americano universitario: Borregos Salvajes ITESM Monterrey, Auténticos Tigres UANL, Correcaminos y Lobos UAdeC.

### Expansión 2019
El 26 de julio de 2018 la LFA anunció una nueva expansión para la temporada 2019, en la que se sumaron dos franquicias en plazas nuevas: Artilleros de Puebla y Osos de Toluca. Artilleros se asentó en el estadio Templo del Dolor  de la Universidad de las Américas Puebla, pero después se trasladó al Estadio Olímpico de la BUAP. Mientras que Osos jugaría en el campo de fútbol americano del Campus Universitario Siglo XXI. El equipo de Puebla recluta jugadores que pasaron por las filas de los equipos universitarios de los Aztecas UDLAP, Borregos ITESM Puebla y Lobos BUAP. Por otro lado, el equipo de Toluca recluta a los exjugadores de los programas universitarios de Borregos ITESM Toluca y Potros Salvajes UAEM.

### Expansión 2020
El 4 de septiembre de 2019 la LFA anunció una nueva expansión para la temporada 2020, con la incorporación del equipo de Pioneros de la ciudad de Querétaro, equipo ya existente pero con previa participación la Liga Fútbol Americano de México FAM, en la cual se coronaron campeones en su primera temporada. Pioneros jugara sus juegos en el estadio La Pirámide, que se encuentra en la Unidad deportiva el pueblito, en el municipio de Corregidora. Estos equipos reclutan a jugadores provenientes de los programas de fútbol americano universitario: Borregos ITESM Querétaro, Leones Anáhuac Querétaro y de FADEMAC los Pionners.

### Expansión 2022
El 9 de noviembre de 2021 la LFA anunció una nueva expansión para la temporada 2022, esto ante la baja de algunos equipos debido a la crisis generada por la pandemia, con la incorporación del equipo de Galgos de la ciudad de Tijuana, primer equipo fronterizo de la liga. Galgos jugara sus juegos en el estadio Caliente, que es casa de los Xolos de la Liga MX. También se suma el equipo de Reyes en el estado de Jalisco en la ciudad de Guadalajara, estos jugaran en el estadio Tres de Marzo.
En 2022, un mes antes del inicio de la temporada la LFA anuncia el nuevo equipo para la ciudad de Querétaro, los Gallos Negros, el equipo jugara en el recién remodelado estadio Olímpico de Querétaro.

### Expansión 2023
El 21 de mayo de 2022, durante el medio tiempo del Tazón México V, se anunció oficialmente la expansión de la liga con la incorporación del equipo de Caudillos de la ciudad de Chihuahua, liderados por el entrenador Federico Landeros. El 14 de septiembre de 2022, la liga presentó el equipo Reds de la Ciudad de México, este equipo ya existente se destacó en 2022 por ser el equipo campeón de la liga FAM en donde usaban el nombre de "Rojos".
Para el 17 de octubre de 2022 se anunció la expansión a una nueva ciudad con la incorporación del equipo Jefes de Ciudad Juárez que era miembro de la extinta Liga FAM donde obtuvieron resultados regulares en su primera y única temporada.
Para el 18 de octubre de 2022 se anunció la expansión a una nueva ciudad con la incorporación del equipo Caudillos de Chihuahua que era miembro de la extinta Liga FAM donde obtuvieron una gran respuesta y resultados en su primera temporada la cual fue pausada debido al COVID-19 siendo los únicos invictos del torneo y para su segunda temporada en 2022 obtuvieron buenos resultados pese a llegar a playoffs no lograron llegar a la final terminando así su temporada.

### Expansión 2025
El 23 de enero de 2025, se anunció oficialmente la creación de un nuevo equipo en la ciudad de Puebla llamado los Arcángeles, con esto se marco el regreso de la LFA al estado de Puebla, en el que anteriormente jugaban los Artilleros. El equipo presentó a su head coach Marco Martos, el mexicano ex NFL y NFL Europa. El estadio sede de los Arcángeles es el estadio olimpico universitario de la Benemérita Universidad Autónoma de Puebla.

## Alianza LFA - CFL
La Canadian Football League (CFL) y la Liga de Fútbol Americano Profesional de México (LFA) firmaron en 2018 un convenio para trabajar en conjunto varios proyectos, incluyendo posibles partidos de la CFL en México. Esta importante firma se realizó dos días antes de la edición 106 de la final de la CFL, la Grey Cup, en Edmonton, Alberta, la cual se transmitió en México con éxito. A pesar de no ser un contrato de unión, la carta de intención enlista proyectos que ambas ligas planean en conjunto, incluyendo:
- La primera fase de dicha colaboración incluye el intercambio de jugadores. Para la temporada del 2019, pronostican que al menos 8 jugadores mexicanos puedan participar en alguno de los equipos de la CFL. Ese plan también puede involucrar a jugadores canadienses, tal vez jóvenes o no reclutados, que vengan a jugar a nuestro país.
- El segundo paso de esta alianza de trabajo sería traer juegos de la CFL a nuestro país, como ya ocurre con la NFL.
- Aumento de cooperación y de recursos compartidos.
- La intención de impulsar un torneo internacional entre México y Canadá.

Es de recordar que la CFL tiene reglas que varía con las de la NFL y el fútbol americano en general. Estas modificaciones dan lugar al llamado fútbol canadiense por su país de origen; sin embargo, son más las similitudes que las diferencias entre uno y otro, pudiéndosen adaptar los jugadores mexicanos a las variaciones canadienses.

### Combine LFA - CFL
Los jugadores LFA realizaron un combine, en los que se seleccionaran para ir a formar parte de los equipos de la CFL. Comenzó port la mañana, cuando se presentó el primero de cinco grupos (4 grupos de 10 jugadores y uno de 11) para las pruebas del combine. En un circuito de 5 estaciones (bench press, salto de longitud, three cone drill, shuttle y 40 yardas) fueron participando los corredores y linebackers, receptores y perímetro, quarterbacks y pateadores, y linieros ofensivos y defensivos.
El grupo de 25 visitantes canadienses, conformado por entrenadores y personal administrativo, se mantuvo todo el tiempo siguiendo a cada uno de los grupos observando, tomando notas, nombres y generales de cada jugador que se probaba. El reto estuvo muy fuerte e intenso ya que todo el proceso pues desde temprano, los 51 jugadores fueron sometidos a diversas pruebas físicas que terminaron alrededor de las 16:30.
La jornada no terminó en esa etapa; sino que fueron citados 33 de los 51. Esos 33 jugadores fueron seleccionados para ser entrevistados pues serán quienes viajarán a Canadá.
La lista está sujeta a modificaciones de acuerdo con su desempeño durante la temporada de LFA 2019.

### Draft LFA - CFL
Por otro lado, los 9 equipos de la Canadian Football League (CFL) realizaron un draft de 27 jugadores mexicanos de la LFA, con la intención de analizar su nivel de juego en la presente temporada, y tener la opción de ofrecerles un contrato para jugar en dicha liga. De los 27 jugadores, al menos 9 (uno por equipo de la CFL) irán a jugar a Canadá.
| Draft LFA - CFL 2019 | Draft LFA - CFL 2019 | Draft LFA - CFL 2019     | Draft LFA - CFL 2019                  | Draft LFA - CFL 2019 | Draft LFA - CFL 2019    | Draft LFA - CFL 2019 |
| Rd                   | Sel.                 | Equipo CFL               | Jugador                               | Pos.                 | Origen                  | Contrato             |
| -------------------- | -------------------- | ------------------------ | ------------------------------------- | -------------------- | ----------------------- | -------------------- |
| 1                    | 1                    | Edmonton Eskimos         | Diego Jair Viamontes Cotera           | WR                   | Mayas LFA               | Practice squad       |
| 1                    | 2                    | Ottawa Redblacks         | José Carlos Maltos Díaz               | K                    | Fundidores LFA          | Roster               |
| 1                    | 3                    | Montreal Alouettes       | Enrique Gerardo Yenny Romero          | K                    | Borregos ITESM Toluca   | Practice squad       |
| 1                    | 4                    | Toronto Argonauts        | Uriel Martínez Bernal                 | DE                   | Auténticos Tigres UANL  | Baja (Lesión)        |
| 1                    | 5                    | Hamilton Tiger-Cats      | José Humberto Noriega Montiel         | WR                   | Artilleros LFA          | Cortado              |
| 1                    | 6                    | Saskatchewan Roughriders | René Francisco Brassea Valenzuela     | OL                   | Fundidores LFA          | Roster               |
| 1                    | 7                    | BC Lions                 | Octavio Noé González Chapa            | DL                   | Fundidores LFA          | Baja (Lesión)        |
| 1                    | 8                    | Winnipeg Blue Bombers    | Sergio Shiaffino Pérez                | DB                   | Dinos LFA               | Practice squad       |
| 1                    | 9                    | Calgary Stampeders       | Andrés Salgado Gómez                  | WR                   | Condors LFA             | Roster               |
| 2                    | 10                   | Edmonton Eskimos         | Daniel Carrete Landeros               | LB                   | Dinos LFA               | Baja (Lesión)        |
| 2                    | 11                   | Ottawa Redblacks         | Guillermo Alberto Villalobos Zanabria | WR                   | Mexicas LFA             | Practice squad       |
| 2                    | 12                   | Montreal Alouettes       | Diego Rojas Kuhlmann                  | OL                   | Borregos ITESM Toluca   | Roster               |
| 2                    | 13                   | Toronto Argonauts        | José David Casarrubias Santiago       | DE                   | Leones UA Norte         | Practice squad       |
| 2                    | 14                   | Hamilton Tiger-Cats      | Omar Alejandro Cojolum Delgado        | RB                   | Mayas LFA               | Cortado              |
| 2                    | 15                   | Saskatchewan Roughriders | Carlos Sebastián Olvera Rivas         | WR                   | Aztecas UDLA            | Baja (Lesión)        |
| 2                    | 16                   | BC Lions                 | Fernando Richarte Martínez            | WR                   | Dinos LFA               | Practice squad       |
| 2                    | 17                   | Winnipeg Blue Bombers    | Eduardo Manuel Hernández Reyes        | S                    | Aztecas UDLA            | Practice squad       |
| 2                    | 18                   | Calgary Stampeders       | Óscar Hugo Silva Reta                 | K                    | Dinos LFA               | Cortado              |
| 3                    | 19                   | Edmonton Eskimos         | José Alfonsín Romero                  | DB                   | Artilleros LFA          | Practice squad       |
| 3                    | 20                   | Ottawa Redblacks         | Maximiliano Soto Esquer               | DE                   | Borregos Salvajes ITESM | Baja (Lesión)        |
| 3                    | 21                   | Montreal Alouettes       | Juan Manuel Márquez Tamayo            | CB                   | Aztecas UDLA            | Practice squad       |
| 3                    | 22                   | Toronto Argonauts        | Chistian Alejandro Hernández Delgado  | LB                   | Fundidores LFA          | Practice squad       |
| 3                    | 23                   | Hamilton Tiger-Cats      | Luis Humberto López Tinoco            | RB                   | Condors LFA             | Cortado              |
| 3                    | 24                   | Saskatchewan Roughriders | Francisco Javier García Ramírez       | CB                   | Fundidores LFA          | Practice squad       |
| 3                    | 25                   | BC Lions                 | Gerardo Elías Álvarez Ovalle          | WR                   | Dinos LFA               | Roster               |
| 3                    | 26                   | Winnipeg Blue Bombers    | Gabriel Amavizca Ortiz*               | K                    | Lobos BUAP              | Roster               |
| 3                    | 27                   | Calgary Stampeders       | Guillermo Caldéron Leal               | DT                   | Aztecas UDLA            | Practice squad       |

     Jugador proveniente del fútbol americano universitario*Contratado por los Hamilton Tiger-Cats

### Draft CFL - LFA
Para la temporada 2020, los 8 equipos de la Liga de Fútbol Americano Profesional de México (LFA) realizaron un draft de 27 jugadores canadienses de la CFL, con la intención de continuar aprendiendo el juego y perfeccionando sus habilidades en un entorno competitivo. De los 27 jugadores, al menos 16 (dos por equipo de la LFA) irán a jugar a México.
| Draft CFL - LFA 2019 | Draft CFL - LFA 2019 | Draft CFL - LFA 2019     | Draft CFL - LFA 2019    | Draft CFL - LFA 2019 | Draft CFL - LFA 2019  | Draft CFL - LFA 2019 |
| Rd                   | Sel.                 | Equipo LFA               | Jugador                 | Pos.                 | Origen                | Contrato             |
| -------------------- | -------------------- | ------------------------ | ----------------------- | -------------------- | --------------------- | -------------------- |
| 1                    | 1                    | Dinos Saltillo           | Ben Koczwara            | OL                   | Waterloo              | Roster               |
| 1                    | 2                    | Fundidores Monterrey     | Jacob Czaja             | OL                   | St. Francis Xavier    | Roster               |
| 1                    | 3                    | Pioneros Querétaro       | Jeremy Fagnan           | DB                   | St. Francis Xavier    | Roster               |
| 1                    | 4                    | Raptors Naucalpan        | Graham Kelly            | QB                   | Mount Allison         | Roster               |
| 1                    | 5                    | Condors Ciudad de México | Nick Parisotto          | DB                   | Guelph                | Roster               |
| 1                    | 6                    | Mexicas Ciudad de México | Alex Morrison           | WR                   | UBC                   | Roster               |
| 1                    | 7                    | Osos Toluca              | Ian Marouf              | DL                   | Guelph                | Roster               |
| 1                    | 8                    | Dinos Saltillo           | Bryce Vieira            | RB                   | Ottawa                | Roster               |
| 1                    |                      |                          |                         |                      |                       |                      |
| 2                    | 9                    | Artilleros Puebla        | Zacary Alexis           | DB                   | Montreal              | Roster               |
| 2                    | 10                   | Fundidores Monterrey     | Elijah Watson           | OL                   | Carleton              | Roster               |
| 2                    | 11                   | Pioneros Querétaro       | Drew Morris             | LB                   | Acadia                | Roster               |
| 2                    | 12                   | Raptors Naucalpan        | Zeph Fraser             | WR                   | Guelph                | Roster               |
| 2                    | 13                   | Condors Ciudad de México | Dallas Boath            | WR                   | Calgary               | Roster               |
| 2                    | 14                   | Mexicas Ciudad de México | Lautaro Frecha          | DB                   | Waterloo              | Roster               |
| 2                    | 15                   | Osos Toluca              | Mandella Loggale        | DB                   | Saint Mary’s          | Roster               |
| 2                    | 16                   | Dinos Saltillo           | Jordan Ngantsi          | DB                   | Bishop’s              | Roster               |
| 2                    |                      |                          |                         |                      |                       |                      |
| 3                    | 17                   | Artilleros Puebla        | Elroy Douglas           | DB                   | Missouri Western St.  | Roster               |
| 3                    | 18                   | Raptors Naucalpan        | Brad Friesen            | LB                   | UBC                   | Roster               |
| 3                    | 19                   | Condors Ciudad de México | Brendon Thera-Plamondon | WR                   | Calgary               | Roster               |
| 3                    | 20                   | Mexicas Ciudad de México | Archelaus Jack          | WR                   | Saint Mary’s          | Roster               |
| 3                    | 21                   | Dinos Saltillo           | Jimmie Cunningham       | DL                   | St. Francis Xavier    | Roster               |
| 3                    | 22                   | Fundidores Monterrey     | Brad Mikoluff           | K                    | Manitoba              | Roster               |
| 3                    | 23                   | Condors Ciudad de México | Shaun Robinson          | DE/LB                | Mount Allison         | Roster               |
| 3                    | 24                   | Mexicas Ciudad de México | Dylan Schrot            | LB                   | Manitoba              | Roster               |
| 3                    | 25                   | Dinos Saltillo           | David Steeves           | WR                   | Trinity Bible College | Roster               |

     Selecciones complementarias

## IAGF (International Alliance of Gridiron Football)
La LFA de México es miembro fundador de la IAGF (International Alliance of Gridiron Football), que en español sería la Alianza Internacional de Football “Emparrillado”, un movimiento global creado para hacer crecer el football a nivel mundial.
Esta Alianza Internacional de Football “Emparrillado” está integrada por federaciones deportivas y las ligas de élite de Canadá, México, Alemania, Francia, Japón, Austria, Dinamarca, Finlandia, Italia, Noruega, Suecia y Gran Bretaña. El 'acuerdo fundacional' firmado describe el mandato de la Alianza para:
- Aliente a más jóvenes a que prueben el fútbol y continúen persiguiendo el juego en todas sus formas, desde un simple juego de 'atrapar' para tocar el fútbol, el fútbol de bandera y abordar el fútbol en los niveles amateur y profesional.

- Construya caminos que permitan a los jugadores de fútbol seguir plenamente su pasión y cumplir sus sueños, independientemente de su lugar de nacimiento y sin restricciones por las fronteras.

- Comparta experiencias y experiencia en áreas como la salud y seguridad de los jugadores, el arbitraje, el entrenamiento y el desarrollo de jugadores, y más, para desarrollar las mejores prácticas en cada país.

- Busque nuevas oportunidades para servir a los fanáticos con experiencias más profundas y más variadas que nunca, al tiempo que atrae a nuevos fanáticos y seguidores al deporte.

- Busque oportunidades de ingresos que eleven a todos los miembros de la Alianza sin explotar ninguno.

El acuerdo se firmó durante los eventos previos de la Grey Cup de la Canadian Football League (CFL), en noviembre de 2019

## Equipos
Los 8 equipos de la LFA están distribuidos en ocho entidades federativas de la República Mexicana.
| Equipo        | Primera temporada | Ciudad                | Estadio                                      | Capacidad  | Entrenador en jefe |            |
| LFA MÉXICO    | LFA MÉXICO        | LFA MÉXICO            | LFA MÉXICO                                   | LFA MÉXICO | LFA MÉXICO         | LFA MÉXICO |
| ------------- | ----------------- | --------------------- | -------------------------------------------- | ---------- | ------------------ | ---------- |
| Arcángeles    | 2025              | Puebla, Puebla        | Cráter Azul, Tec. de Monterrey Campus Puebla | 4,900      | Marco Martos       |            |
| Caudillos     | 2023              | Chihuahua, Chihuahua  | Olímpico Universitario                       | 22,000     | Federico Landeros  |            |
| Dinos         | 2017              | Saltillo, Coahuila    | Francisco I. Madero                          | 14,000     | Javier Adame       |            |
| Gallos Negros | 2022              | Querétaro, Querétaro  | Olímpico Alameda                             | 5,000      | Carlos Strevel     |            |
| Mexicas       | 2018*             | Ciudad de México      | Jesús Martínez "Palillo"                     | 6,160      | Félix Buendía      |            |
| Osos          | 2025**            | Monterrey, Nuevo León | Banorte                                      | 10,057     | Jorge Valdez       |            |
| Reyes         | 2022              | Guadalajara, Jalisco  | Reyes COMUDE                                 | 2,000      | Carlos Rosado      |            |
| Raptors       | 2016              | Naucalpan, México     | FES Acatlán                                  | 3,000      | Horacio García     |            |

 * 2016 como Eagles

 ** 2017 como Fundidores
| Equipo                | Primera temporada     | Última temporada      | Ciudad                   | Estadio                  | Capacidad             | Último Entrenador en jefe |                       |
| Equipos Desaparecidos | Equipos Desaparecidos | Equipos Desaparecidos | Equipos Desaparecidos    | Equipos Desaparecidos    | Equipos Desaparecidos | Equipos Desaparecidos     | Equipos Desaparecidos |
| --------------------- | --------------------- | --------------------- | ------------------------ | ------------------------ | --------------------- | ------------------------- | --------------------- |
| Eagles*               | 2016                  | 2017                  | Ciudad de México         | Jesús Martínez "Palillo" | 6,000                 | Rafael Duk                |                       |
| Pioneros**            | 2020                  | 2020                  | Corregidora, Querétaro   | La Pirámide              | 6000                  | Rassielh López            |                       |
| Artilleros            | 2019                  | 2020                  | Puebla, Puebla           | Olímpico de la BUAP      | 22,000                | Gustavo Torres            |                       |
| Condors               | 2016                  | 2021                  | Ciudad de México         | Tormenta Negra ITESM CSF | 3,000                 | Félix Buendía             |                       |
| Mayas                 | 2016                  | 2019                  | Ciudad de México         | Wilfrido Massieu         | 15,000                | Ernesto Alfaro            |                       |
| Osos                  | 2019                  | 2020                  | Toluca, México           | Fortaleza Siglo XXI      | 4,000                 | Michel Esquivel           |                       |
| Reds                  | 2022                  | 2023                  | Ciudad de México         | Disney CCM               | 3,000                 | Raúl Rivera               |                       |
| Jefes                 | 2023                  | 2024                  | Ciudad Juárez, Chihuahua | 20 de noviembre          | 7,000                 | Eduardo Araujo            |                       |
| Fundidores***         | 2017                  | 2024                  | Monterrey, Nuevo León    | Banorte                  | 10,057                | Jorge Valdez              |                       |
| Galgos                | 2022                  | 2024                  | Tijuana, Baja California | Caliente                 | 27,333                | Mauricio Loyola           |                       |

 * 2018 como Mexicas

 ** 2020 cambio a FAM

 *** 2024 como Osos

## Sistema de competencia

### Reglas
Las reglas de juego mezclan elementos de las de la National Football League y de la NCAA. Algunas de las reglas más notables son la revisión de las jugadas en vídeo, la pausa de los dos minutos, la opción del entrenador de retar la decisión de los árbitros, y completar una recepción con los dos pies dentro del campo de juego, salvo por las siguientes excepciones:
- Los campos de juego pueden tener las hash marks del fútbol americano universitario, es decir, estar a una distancia de 40 pies. Sin embargo, para el Tazón México IV la distancia deberá ser de 18 pies con 6 pulgadas.
- El proceso de recepción no requiere que el jugador haga el movimiento de fútbol americano, solamente que tenga posesión del balón al terminar la jugada (sin importar que lo malabarée).
- El quarterback no tiene permitido usar dispositivos electrónicos en su casco para comunicarse con la plantilla de entrenadores.
- Los entrenadores y jugadores que se encuentren en la banca no tiene permitido usar dispositivos electrónicos tales como tabletas o monitores para revisar las jugadas recientes.

Adicionalmente, cada equipo puede tener hasta 16 jugadores extranjeros, solo se permite en campo 8 a la ofensiva y 8 a la defensiva por jugada.

### Criterios de Desempate
Estos son los criterios de desempate sencillo (dos equipos).
- 1. Quedará mejor clasificado el equipo que haya ganado al resto de los equipos involucrados.
- 2. Juegos entre los equipos.
- 3. Juegos ganados en su división.
- 4. Puntos en contra.
- 5. Diferencia de puntos anotados y recibidos.
- 6. Mayor cantidad de puntos netos en partidos comunes.
- 7. Mayor cantidad de puntos netos en todos lo partidos.
- 8. Lanzamiento de la moneda.

### Tope Salarial
Con la intención de mantener el equilibrio deportivo, la Liga tiene un tope salarial que impide que los equipos puedan diferenciarse unos de otros en cuanto al nivel de los jugadores que contratan.
El tope salarial es de $4,000,000 MXN, aproximadamente $234,118 USD. Hay cinco niveles salariales, cada uno de los cuales está determinado por la Liga y es invariable para cualquier equipo:
- Nivel 1: jugadores extranjeros. Hasta 16 por cada equipo; tienen el mayor salario y bonos para vivienda y alimentación.
- Nivel 2: jugadores franquicia mexicanos; tienen el segundo mejor salario y bonos para vivienda y alimentación.
- Nivel 3: jugadores titulares. De 17 hasta 20 por cada equipo; tienen un salario menor al nivel 2.
- Nivel 4: jugadores segundo equipo. De 17 a 20 por equipo; tienen un salario menor al nivel 3.
- Nivel 5: jugadores de la depth chart; reciben una gratificación simbólica.

## Formato de temporada

### Draft
Durante el mes de enero, los distintos equipos de la LFA buscan añadir a sus plantillas jugadores universitarios a través del Draft LFA, y que se viene celebrando cada año en la ciudad de México desde 2017. 
El sistema de elección es el siguiente: el equipo con peor balance de victorias/derrotas de la última temporada disputada es quien elige primero, siendo el segundo en elegir el que segundo peor balance presente y así sucesivamente. Con el resultado final de la temporada regular, las dos últimas elecciones se reservan para los dos equipos que han disputado el Tazón México, siendo su ganador el último en escoger. El Draft consiste en rondas determinadas dependiendo el número de jugadores inscritos en el draft. Los equipos tienen un tiempo limitado para elegir a los jugadores, Si no escogen en el tiempo predeterminado, pasan su turno a los equipos siguientes. Los equipos tienen la posibilidad de intercambiar sus elecciones con otros equipos ya sea por otras elecciones o por jugadores, dinero o una combinación de todas las anteriores. Así como los traspasos de jugadores por jugadores. En el sistema de categorías del Fútbol Americano en México, los jugadores antes de jugar en categoría profesional deben haber terminado su elegibilidad en el Fútbol americano universitario, también llamado colegial. Actualmente existen dos ligas colegiales, la Liga Mayor ONEFA y la Liga Premier CONADEIP. En estas ligas colegiales cada jugador puede jugar cinco o seis años, luego de lo cual puede jugar en la LFA (también puede declararse listo para el draft antes de terminar su elegibilidad en colegial, pero no es habitual). 
Los jugadores que han terminado su elegibilidad en el Fútbol americano universitario deben expresar su interés por ser contratados por la LFA, o de tener una destacada actuación en su liga, se le enviara una invitación. La LFA entrega la lista de jugadores interesados a sus equipos y estos los clasifican en función de las posiciones que necesitan y del nivel de cada de uno de lo jugadores. 
La primera elección del Draft suele centrarse en el mejor jugador universitario del momento. No obstante, en muchas ocasiones los equipos draftean más en función de las necesidades de su plantilla que basándose en el potencial del jugador. Aun así, se considera un gran honor salir elegido en la primera ronda, y un honor todavía más grande, resultar ser el número uno del Draft.
| Draft 2020 | Draft 2020 | Draft 2020           | Draft 2020              | Draft 2020 | Draft 2020               | Draft 2020            |
| Rd         | Sel.       | Equipo LFA           | Jugador                 | Pos.       | Universidad              | Conferencia           |
| ---------- | ---------- | -------------------- | ----------------------- | ---------- | ------------------------ | --------------------- |
| Es         | 1          | Pioneros             | José Pablo Morales      | DB         | Borregos ITESM Querétaro | Liga Mayor ONEFA      |
| Es         | 2          | Condors              | César Pérez Durán       | DL         | Águilas Blancas IPN      | Liga Mayor ONEFA      |
| 1          | 1          | Pioneros             | Edgar Padilla           | LB         | Águilas Blancas IPN      | Liga Mayor ONEFA      |
| 1          | 2          | Mexicas              | Jerónimo Arzate         | CB         | Pumas CU UNAM            | Liga Mayor ONEFA      |
| 1          | 3          | Osos                 | Daniel Rubio            | RB         | Potros Salvajes UAEM     | Liga Mayor ONEFA      |
| 1          | 4          | Dinos                | Carlos Mercado          | OL         | Borregos Salvajes ITESM  | Liga Premier CONADEIP |
| 1          | 5          | Artilleros           | Diego Bedolla           | OL         | Aztecas UDLA             | Liga Premier CONADEIP |
| 1          | 6          | Fundidores           | Martín Maldonado        | DL         | Borregos Salvajes ITESM  | Liga Premier CONADEIP |
| 1          | 7          | Raptors              | Ricardo Sainz           | WR/DB      | Pumas CU UNAM            | Liga Mayor ONEFA      |
| 1          | 8          | Condors              | Luis Adán Ochoa         | DL         | Águilas Blancas IPN      | Liga Mayor ONEFA      |
| 2          | 9          | Pioneros             | Saúl Aguilar            | OL         | Auténticos Tigres UANL   | Liga Mayor ONEFA      |
| 2          | 10         | Mexicas              | Daniel Concepción       | OL         | Águilas Blancas IPN      | Liga Mayor ONEFA      |
| 2          | 11         | Osos                 | Carlos Garza            | LB         | Leones UA Norte          | Liga Mayor ONEFA      |
| 2          | 12         | Fundidores vía Dinos | Josué Antonio López     | OL         | Águilas UACH             | Liga Mayor ONEFA      |
| 2          | 13         | Artilleros           | Osvaldo Zumalacarregui  | DB         | Aztecas UDLA             | Liga Premier CONADEIP |
| 2          | 14         | Fundidores           | Cosme Lozano            | DB         | Borregos Salvajes ITESM  | Liga Premier CONADEIP |
| 2          | 15         | Raptors              | Alfonso Trejos          | DL         | Burros Blancos IPN       | Liga Mayor ONEFA      |
| 2          | 16         | Condors              | Luis Canela             | LB         | Pumas CU UNAM            | Liga Mayor ONEFA      |
| 3          | 17         | Pioneros             | Ricardo Servín          | RB         | Pumas UNAM Acatlán       | Liga Mayor ONEFA      |
| 3          | 18         | Mexicas              | Gerardo Rarmírez        | CB         | Pumas CU UNAM            | Liga Mayor ONEFA      |
| 3          | 19         | Osos                 | Hanscel López           | QB         | Potros Salvajes UAEM     | Liga Mayor ONEFA      |
| 3          | 20         | Fundidores vía Dinos | Edgar Cortez            | OL         | Auténticos Tigres UANL   | Liga Mayor ONEFA      |
| 3          | 21         | Artilleros           | Diego Torres            | LB         | Aztecas UDLA             | Liga Premier CONADEIP |
| 3          | 22         | Fundidores           | Enrique Zepeda          | LB         | Auténticos Tigres UANL   | Liga Mayor ONEFA      |
| 3          | 23         | Raptors              | Marco Camacho           | WR         | Borregos ITESM México    | Liga Premier CONADEIP |
| 3          | 24         | Condors              | Daniel Murillo          | DL         | Pumas CU UNAM            | Liga Mayor ONEFA      |
| 4          | 25         | Mexicas vía Pioneros | Brandon López           | QB         | Toros Salvajes UACH      | Liga Mayor ONEFA      |
| 4          | 26         | Mexicas              | Ricardo Razo            | SS         | Leones UA Norte          | Liga Mayor ONEFA      |
| 4          | 27         | Raptors vía Osos     | Gustavo Orostico        | DB         | Burros Blancos IPN       | Liga Mayor ONEFA      |
| 4          | 28         | Fundidores vía Dinos | Patricio Garza          | WR         | Lobos UAdeC              | Liga Mayor ONEFA      |
| 4          | 29         | Artilleros           | Jorge Eduardo Retana    | WR         | Aztecas UDLA             | Liga Premier CONADEIP |
| 4          | 30         | Fundidores           | Itan Salas              | LB         | Auténticos Tigres UANL   | Liga Mayor ONEFA      |
| 4          | 31         | Raptors              | Rodrigo Aquino          | WR         | Burros Blancos IPN       | Liga Mayor ONEFA      |
| 4          | 32         | Condors              | Jorge Sámano            | LB         | Leones UA Norte          | Liga Mayor ONEFA      |
| 5          | 33         | Mexicas vía Pioneros | Mario Ortiz             | WR         | Leones UA Norte          | Liga Mayor ONEFA      |
| 5          | 34         | Mexicas              | Eduardo Jiménez         | WR         | Burros Blancos IPN       | Liga Mayor ONEFA      |
| 5          | 35         | Osos                 | Alejandro Sánchez       | OL         | Potros Salvajes UAEM     | Liga Mayor ONEFA      |
| 5          | 36         | Fundidores vía Dinos | Marco Santana           | QB         | Lobos UAdeC              | Liga Mayor ONEFA      |
| 5          | 37         | Artilleros           | Marco Covarrubias       | OL         | Aztecas UDLA             | Liga Premier CONADEIP |
| 5          | 38         | Fundidores           | Pick declinado          |            |                          |                       |
| 5          | 39         | Raptors              | Julio Villarreal        | DL         | Leones UA Norte          | Liga Mayor ONEFA      |
| 5          | 40         | Condors              | Alberto González        | K          | Pumas CU UNAM            | Liga Mayor ONEFA      |
| 6          | 41         | Pioneros             | Jorge Contreras         | OL         | Pumas UNAM Acatlán       | Liga Mayor ONEFA      |
| 6          | 42         | Mexicas              | Fernando Hernández      |            | Toros Salvajes UACH      | Liga Mayor ONEFA      |
| 6          | 43         | Raptors vía Osos     | Luis González           | OL         | Pumas UNAM Acatlán       | Liga Mayor ONEFA      |
| 6          | 44         | Dinos                | Ángel Martínez          | DL         | Lobos UAdeC              | Liga Mayor ONEFA      |
| 6          | 45         | Artilleros           | Jorge Bravo             | WR         | Aztecas UDLA             | Liga Premier CONADEIP |
| 6          | 46         | Raptors              | Sean Muzquiz            | DL         | Leones UA Norte          | Liga Mayor ONEFA      |
| 6          | 47         | Condors              | Mario Alberto Hernández | WR         | Pumas CU UNAM            | Liga Mayor ONEFA      |
| 7          | 49         | Pioneros             | Pick declinado          |            |                          |                       |
| 7          | 50         | Mexicas              | Emmanuel Vargas         | DL         | Águilas Blancas IPN      | Liga Mayor ONEFA      |
| 7          | 51         | Raptors vía Osos     | Jorge Guzmán            | DE         | Pumas CU UNAM            | Liga Mayor ONEFA      |
| 7          | 52         | Dinos                | Andrés Castro           | DB         | Lobos UAdeC              | Liga Mayor ONEFA      |
| 7          | 53         | Artilleros           | Diego Vásquez           | WR         | Lobos BUAP               | Liga Mayor ONEFA      |
| 7          | 54         | Raptors              | Eric Remigio            | WR         | Búhos IPN                | Liga Mayor FADEMAC    |
| 7          | 55         | Condors              | Yannic Hernández        | DB         | Burros Blancos IPN       | Liga Mayor ONEFA      |
| 8          | 57         | Mexicas              | Raymundo Mora           | OL         | Frailes UT               | Liga Mayor ONEFA      |
| 8          | 58         | Osos                 | Pick declinado          |            |                          |                       |
| 8          | 59         | Dinos                | Fernando Gómez          | WR         | Auténticos Tigres UANL   | Liga Mayor ONEFA      |
| 8          | 60         | Artilleros           | Geovanni Gómez          | CB         | Lobos BUAP               | Liga Mayor ONEFA      |
| 8          | 61         | Raptors              | Miguel Ríos             | DL         | Leones UA Norte          | Liga Mayor ONEFA      |
| 8          | 62         | Condors              | Yair Alejandro Márquez  | QB         | Águilas Blancas IPN      | Liga Mayor ONEFA      |
| 9          | 63         | Mexicas              | Sergio Soriano          | OL         | Águilas Blancas IPN      | Liga Mayor ONEFA      |
| 9          | 64         | Artilleros           | Brandon Barrios         | DB         | Lobos BUAP               | Liga Mayor ONEFA      |
| 9          | 65         | Raptors              | Ozdi Nimrod Barona      | QB         | Pumas UNAM Acatlán       | Liga Mayor ONEFA      |
| 9          | 66         | Condors              | Gustavo Aguilar         | RB         | Pumas UNAM Acatlán       | Liga Mayor ONEFA      |
| 10         | 67         | Mexicas              | Carlos Climaco          | RB         | Burros Blancos IPN       | Liga Mayor ONEFA      |
| 10         | 68         | Artilleros           | Diego Ruíz              | QB         | Aztecas UDLA             | Liga Premier CONADEIP |
| 10         | 69         | Raptors              | César Iván Alanís       | OL         | Frailes UT               | Liga Mayor ONEFA      |
| 10         | 70         | Condors              | Javier Arceo            | RB         | Linces UVM               | Liga Mayor ONEFA      |
| 11         | 71         | Artilleros           | Kevin Brian Correa      | RB         | Aztecas UDLA             | Liga Premier CONADEIP |
| 11         | 72         | Artilleros           | Diego Huerta            | LB         | Aztecas UDLA             | Liga Premier CONADEIP |
| 11         | 73         | Artilleros           | Alberto Adduci Bellizi  | OL         | Aztecas UDLA             | Liga Premier CONADEIP |

### Temporada regular
Durante la temporada regular (generalmente de febrero a junio) los juegos se celebran los viernes (fundidores/galgos), los sábados y los domingos. en 2023 se dio por primera vez un juego en lunes (Dinos Vs Fundidores) y también un juego en jueves (Fundidores vs Dinos). La estructura básica que determina los emparejamientos y sistema de competición entre equipos opera del siguiente modo:
1. Cada equipo juega una vez con contra todos los equipos (10 partidos, 5 de ellos en casa y otros 5 fuera).
2. Además, juega también dos veces contra un equipo con quien tenga la mayor rivalidad, rotando cada temporada de equipos a la que enfrentarse (1 en casa y otro fuera).
3. Cada equipo en caso de entrar a la pos temporada tendrá 1 semana de descanso (Bye), antes de su final de conferencia.

Al final de la temporada cada equipo jugará 10 partidos en 10 semanas. Los clasificados serán los dos mejores de cada conferencia.
| 2016 | Marco García     | #12 QB | Mayas      |
| 2017 | Bruno Márquez    | #12 QB | Raptors    |
| 2018 | Ricardo Quintana | #5 QB  | Mexicas    |
| 2019 | Bruno Márquez    | #13 QB | Raptors    |
| 2022 | Shelton Eppler   | #8 QB  | Fundidores |
| 2023 | Jwan Manigo      | #13 WR | Caudillos  |
| 2024 | Shelton Eppler   | #8 QB  | Fundidores |

#### Récords LFA
A continuación se muestran los récords LFA en temporada regular.
| Pases de TD en la historia                     | 71       | Bruno Márquez        | #13 QB | Raptors    |
| RB con más yardas en la historia               | 2,650 yd | Omar Cojolum         | #1 RB  | Mayas      |
| WR con más yardas en la historia               | 2,000 yd | Guillermo Villalobos | #84 WR | Mexicas    |
| WR con más TD en la historia                   | 20       | Guillermo Villalobos | #84 WR | Mexicas    |
| Más inicios como QB titular en la historia     | 33       | Bruno Márquez        | #13 QB | Raptors    |
| Más intercepciones en la historia              | 14       | Jordi Saldaña        | #10 DB | Mayas      |
| Gol de Campo más largo                         | 60 yd    | Enrique Yenny        | #42 K  | Pioneros   |
| Despeje más largo                              | 94 yd    | Enrique Yenny        | #42 K  | Osos       |
| Más yardas en una temporada                    | 3,004 yd | Shelton Eppler       | #8 QB  | Fundidores |
| Más pases de TD en una temporada               | 32       | Jeremy Johnson       | #6 QB  | Caudillos  |
| WR con más TD en una temporada                 | 11       | Andrés Salgado       | #81 WR | Condors    |
| RB con más TD en una temporada                 | 8        | Omar Cojolum         | #1 RB  | Mayas      |
| Más recepciones en una temporada               | 67       | Torin Justice        | #2 WR  | Fundidores |
| Más yds combinadas en una temporada            | 2265 yds | Jwan Manigo          | #13 WR | Caudillos  |
| Más tackleadas en una temporada                | 89       | Kenneth Bradley      | #20 LB | Jefes      |
| Más capturas en una temporada                  | 13.5     | Jadarius Ceasear     | #94 DL | Dinos      |
| Más pick six en una temporada                  | 3        | Fernando Ramírez     | #21 DB | Raptors    |
| Más yds por regreso de patada en una temporada | 1225 yds | Jwan Manigo          | #13 WR | Caudillos  |
| Más pts por pateador en una temporada          | 57       | Gabriel Ballinas     | #30 DB | Dinos      |

### Postemporada
La postemporada (conocida también como “Playoffs”) consta de una jornada adicional al cierre de la temporada regular, en donde juegan los cuatro mejores equipos de cada una de las conferencias (hasta la temporada 2020). Esta es su estructura (tomando como ejemplo una de las conferencias):
1. Primer lugar de Conferencia (1)
2. Segundo lugar de Conferencia (2)
Los partidos se efectuarán de la siguiente manera:
- Campeonato de Conferencia:

segundo lugar de conferencia en casa del Primer lugar de Conferencia.
Los Campeones de cada conferencia pasan al Tazón México.
| División Centro | División Centro |
| Equipo          | Campeonatos     |
| --------------- | --------------- |
| Mayas           | (2017)          |
| Mexicas         | (2018)          |
| Condors         | (2019)          |

| División Norte | División Norte |
| Equipo         | Campeonatos    |
| -------------- | -------------- |
| Dinos          | (2017)         |
| Raptors        | (2018)         |
| Raptors        | (2019)         |

Para la temporada 2022 se modificó el sistema de playoffs, clasificando ahora 6 equipos a postemporada jugándose una ronda de comodines y posteriormente las semifinales.

## Tazón México

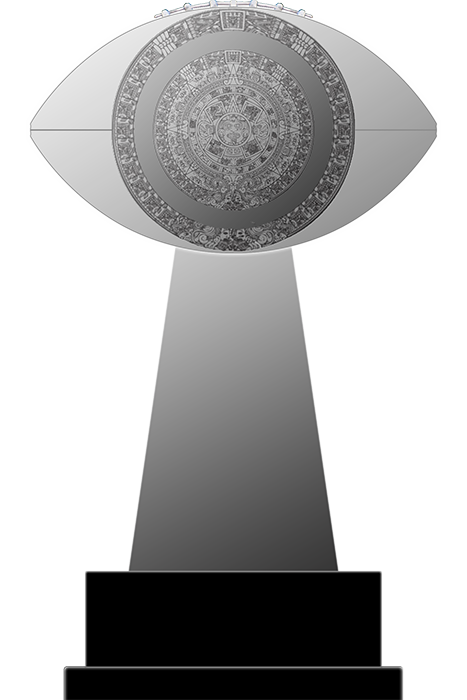
Trofeo del Tazón México

El Tazón México es un único partido al final de la temporada que determina al ganador de la competencia y por tanto Campeón Nacional absoluto. En él, los campeones de la Conferencia Norte y la Conferencia Centro se enfrentan en un estadio neutral.
Este es el evento culminante de la temporada, y el que se promociona más. Cada edición del Tazón México se designa con números romanos consecutivos, de manera similar al Super Bowl. En ciertas ediciones, se le ha agregado el nombre de alguna empresa por motivos de patrocinio. Se espera que en las siguientes ediciones el Tazón México tenga espectáculo de medio tiempo con algún artista o grupo reconocido; la tercera edición habría sido la primera final de la LFA que contaría con dicha presentación, sin embargo, el acto fue cancelado de última hora por Protección Civil debido a la probabilidad de lluvia y tormenta eléctrica. Para la cuarta edición del Tazón México ya se contó con un espectáculo de medio tiempo, el artista encargado del show fue Álex Lora, junto a las marching bands Delfines y Quetzalcoatl, que lo acompañaron en la interpretación de algunos de sus éxitos, al terminar recibió un reconocimiento por sus 50 años de trayectoria.
El equipo con más campeonatos en el Tazón México es Mayas con dos; el equipo con más apariciones en este evento es Raptors con tres. El actual campeón es Caudillos, que derrotaron a Dinos en el Tazón México VI por 10-0 en el estadio olímpico de la UACH de la ciudad de Chihuahua.

### Campeones del Tazón México
A continuación, se muestra el listado de campeones y subcampeones que ha tenido la liga desde su primera temporada hasta la actualidad:
| Edición           | Campeón      | Resultado | Subcampeón    | Estadio                  | Ciudad           | HC Campeón        | MVP                                   |
| ----------------- | ------------ | --------- | ------------- | ------------------------ | ---------------- | ----------------- | ------------------------------------- |
| Tazón México I    | 'Mayas'      | 29-13     | Raptors       | Jesús Martínez "Palillo" | Ciudad de México | Ernesto Alfaro    | WR #81 Josué Martínez (Mayas)         |
| Tazón México II   | 'Mayas'      | 24-18     | Dinos         | Jesús Martínez "Palillo" | Ciudad de México | Ernesto Alfaro    | QB #12 Marco García (Mayas)           |
| Tazón México III  | 'Mexicas'    | 17-0      | Raptors       | Ciudad de los Deportes   | Ciudad de México | Rafael Duk        | WR #84 Guillermo Villalobos (Mexicas) |
| Tazón México IV   | 'Condors'    | 20-16     | Raptors       | Ciudad de los Deportes   | Ciudad de México | Félix Buendía     | QB #1 Diego Pérez (Condors)           |
| Tazón México V    | 'Fundidores' | 18-14     | Gallos Negros | Caliente                 | Tijuana          | Carlos Strevel    | DL #92 Martín Maldonado (Fundidores)  |
| Tazón México VI   | Caudillos    | 10-0      | Dinos         | Olímpico de Chihuahua    | Chihuahua        | Federico Landeros | DL #93 Octavio González (Caudillos)   |
| Tazón México VII  | Caudillos    | 34-14     | Raptors       | Corregidora              | Querétaro        | Federico Landeros | QB #6 Jeremy Johnson (Caudillos)      |
| Tazón México VIII | Mexicas      | 13-12     | Osos          | Olímpico de la BUAP      | Puebla           | Félix Buendía     | LB #4 Colby Campbell (Mexicas)        |

### Listado de Campeonatos y Subcampeonatos

Ganador del MVP del TMV

| Equipo          | Campeonatos | Subcampeonatos | Años de Campeonato |
| --------------- | ----------- | -------------- | ------------------ |
| 'Mayas'         | 2           | 0              | 2016, 2017         |
| 'Caudillos'     | 2           | 0              | 2023, 2024         |
| 'Mexicas'       | 2           | 0              | 2018, 2025.        |
| 'Condors'       | 1           | 0              | 2019               |
| 'Fundidores'    | 1           | 0              | 2022               |
| 'Raptors'       | 0           | 4              |                    |
| 'Dinos'         | 0           | 2              |                    |
| 'Gallos Negros' | 0           | 1              |                    |

### Récords de Equipo
- Equipo con más Tazón México ganados: 2, Mayas (I, II)
- Equipo que más Tazón México ha disputado: 3, Raptors (I, III, IV)
- Equipos que lograron ganar 2 Tazón México seguidos: Mayas (I, II)
- Más derrotas en el Tazón México: 3, Raptors (I, III, IV)
- Equipo con más Tazón México jugados consecutivamente: 2, Mayas (I, II) y Raptors (III, IV)
- Más puntos anotados en una edición (suma de ambos equipos): 42 (Mayas-Raptors, I; Mayas-Dinos, II)
- Menos puntos anotados en una edición (suma de ambos equipos): 17 (Mexicas-Raptors, III)
- Más puntos anotados en una edición por el ganador: 29 (Mayas, I)
- Más puntos anotados en una edición por el perdedor: 18 (Dinos, II)
- Menos puntos anotados en una edición por el ganador: 17 (Mexicas, III)
- Menos puntos anotados en una edición por el perdedor: 0 (Raptors, III)
- Mayor diferencia de puntos en una edición: 17 (Mexicas-Raptors, III)
- Menor diferencia de puntos en una edición: 4 (Condors-Raptors, IV)

#### Récords Individuales
- Entrenador con más victorias: 2, Ernesto Alfaro (I, II, ambos con Mayas)
- Entrenador con más participaciones: 2
  - Ernesto Alfaro (I, II, ambos con Mayas)
  - Rafael Duk (Raptors, I;  Mexicas, III)
- Jugador que más puntos ha anotado: 24 puntos, QB Marco García (Mayas)
- Jugador que más puntos ha anotado en una edición: 12 puntos
  - QB Marco García (Mayas, I y II)
  - WR Josue Martínez (Mayas, I)
  - RB Omar Cojolum (Mayas, I)
  - QB Alberto García (Dinos, II)
  - QB Ricardo Quintana (Mexicas, III)
  - WR Guillermo Villalobos (Mexicas, III)
- Jugador con más pases de touchdown: 3 pases, QB Marco García (Mayas, I y II)
- Jugador con más pases de touchdown en una edición: 2 pases
  - QB Marco García (Mayas, I y II)
  - QB Alberto García (Dinos, II)
  - QB Ricardo Quintana (Mexicas, III)
- Tochdown por pase más largo: 42 yd de QB Marco García a WR Josue Martínez (Mayas, II)
- Jugador con más recepciones para touchdown: 3 recepciones, WR Josue Martínez (Mayas, I y II)
- Jugador con más recepciones para touchdown en una edición: 2 recepciones
  - WR Josue Martínez (Mayas, I)
  - WR Guillermo Villalobos (Mexicas, III)
- Jugador con más acarreos para touchdown: 3 acarreos, RB Omar Cojolum (Mayas, I y II)
- Jugador con más acarreos para touchdown en una edición: 2 acarreos, RB Omar Cojolum (Mayas, I)
- Tochdown por acarreo más largo: 72 yd de RB Omar Cojolum (Mayas, I)
- Pateador con mas puntos anotados: 11 puntos, K Mauricio Morales (Mayas, I y II)
- Pateador con mas puntos anotados en una edición: 6 puntos, K Mauricio Morales (II)
- Pateador con mas goles de campo anotados: 2 goles de campo, K Mauricio Morales (Mayas, I y II)
- Pateador con mas goles de campo anotados en una edición: 1 gol de campo
  - K Mauricio Morales (Mayas, I y II)
  - K Gallardo (Dinos, II)
  - K Carlos Soria (Mexicas, III)
- Gol de campo mas largo: 28 yd, K Carlos Soria (Mexicas, III)
- Jugador defensivo con más acarreos para touchdown (fumbles): 1 de 12 yd, LB Sergio Flores (Raptors, I)

## Comisionados y presidentes
1. Presidente: Juan Carlos Vázquez (2016 – 2017)
2. Comisionado: Guillermo Ruiz Burguete (2017 - 2018)[32]
3. Presidente: Oscar Pérez  (2017 – 2022)
4. Comisionado: Alejandro Jaimes (2018 – Presente)[33]